# سیارک ۱۱۲۰۱
سیارک ۱۱۲۰۱ (به انگلیسی: 11201 Talich، نامگذاری:1999EL5) یازده هزار و دویست و یکمین سیارک کشف شده‌است که در ۱۳ مارس ۱۹۹۹ کشف شد.
قدر مطلق سیارک برابر ۱۷.۰ است.